# ウィメンズ・レスリング・スター
ウィメンズ・レスリング・スター（Women's Wrestling Star、略称：WWS）は、メキシコの女子プロレス団体。メキシコシティ郊外のイスタパラパにあるヒムナシオ・アポカリプシスを拠点としている。

## 歴史
2013年、マヌエル・フローレスが設立して旗揚げ戦を開催。
所属選手全員が覆面レスラー。
2014年5月18日、日本のスターダムとの業務提携を発表。